# Konrad Weigand

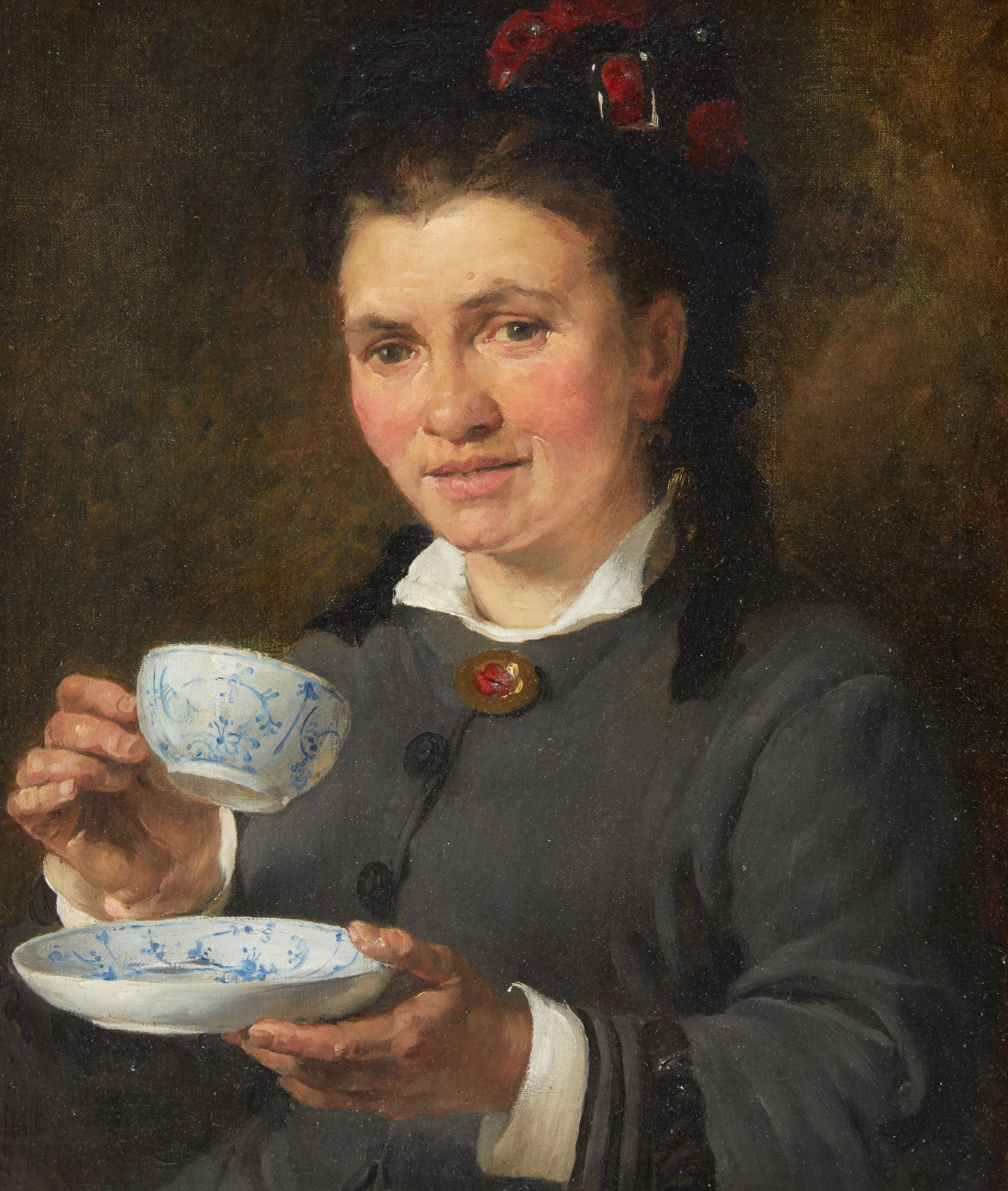
Teetrinkerin

Konrad Weigand (* 12. Dezember 1842 in Bamberg; † 3. Dezember 1897 in Nürnberg) war ein deutscher Genre- und Historienmaler.
Nach dem Besuch der Kunstschule von August von Kreling in Nürnberg studierte Weigand ab dem 26. April 1872 Historienmalerei an der Königlichen Akademie der Künste in München bei Wilhelm von Diez und Wilhelm Lindenschmit dem Jüngeren.
Eines seiner ersten Werke, die Szene zu Shakespeares „Julius Cäsar“ brachte ihm den ersten Preis und infolge davon den Auftrag für Wandmalereien in den Prunkräumen der Burg Hohenzollern.
Es folgte eine Reihe von Historienbildern, wie die Darstellung eines „Religionsgesprächs“ zwischen Ulrich von Hutten, Franz von Sickingen mit Martin Bucer, „Einzug Luthers in Worms“, „Hochzeit Albrecht Dürers zu Nürnberg“, „Raubritter Hans Schüttensamen, wie er mit seinen Spießgesellen 1465 gefangen in Nürnberg eingebracht wird“ und „Luthers Hochzeitfeier“.
Er malte auch Genrebilder, wie „In der Thurmstube“, „Der Maigraf“, „Musikanten“ und „Dudelsackbläser“.
Im Rathaussaal in Landshut schuf Weigand gemeinsam mit Rudolf von Seitz, Ludwig von Löfftz und August Spieß das große Freskogemälde „Hochzeitszug Herzog Georg des Reichen“.
Seine Werke erschienen auch in der „Gartenlaube“.